# オール・ワーク・アンド・ノー・プレイ
オール・ワーク・アンド・ノー・プレイ（All Work and No Play）は、アメリカ合衆国のクリスチャン・ロック、リライアントKによる1998年のコンパクト盤。アメリカ合衆国では1998年。

## 収録曲
| 全作詞・作曲: マット・ティーセン。 |                                      |                    |                    |      |
| #                                  | タイトル                             | 作詞               | 作曲・編曲         | 時間 |
| 1.                                 | 「K Car」                            | マット・ティーセン | マット・ティーセン | 2:36 |
| 2.                                 | 「I'm Lion-O」                       | マット・ティーセン | マット・ティーセン | 3:43 |
| 3.                                 | 「Staples」                          | マット・ティーセン | マット・ティーセン | 3:00 |
| 4.                                 | 「Marilyn Manson Ate My Girlfriend」 | マット・ティーセン | マット・ティーセン | 3:01 |
| 5.                                 | 「Cojack」                           | マット・ティーセン | マット・ティーセン | 2:44 |
| 6.                                 | 「My Good Friend Charles」           | マット・ティーセン | マット・ティーセン | 2:44 |
| 7.                                 | 「Register」                         | マット・ティーセン | マット・ティーセン | 1:41 |
| 8.                                 | 「Be Rad」                           | マット・ティーセン | マット・ティーセン | 2:41 |
| 9.                                 | 「C.U.R.B.」                         | マット・ティーセン | マット・ティーセン | 3:16 |
| 10.                                | 「William」                          | マット・ティーセン | マット・ティーセン | 2:01 |
| 11.                                | 「Softer to Me」                     | マット・ティーセン | マット・ティーセン | 2:03 |